# ジャシム・ビン・ハマド・スタジアム
ジャシム・ビン・ハマド・スタジアム（Jassim Bin Hamad Stadium、アラビア語:  ملعب جاسم بن حمد、別名アル＝サッド・スタジアム）は、カタールの首都ドーハにある多目的競技場である。主にサッカーの試合に用いられているが、陸上競技用のトラックもある。

## 概要
1974年に着工し翌1975年開業したこのスタジアムは、ガルフカップ2004で改装され、収容人数は15,000人となった。このスタジアムで開催された主な大会には、ガルフカップのほか、2006年アジア競技大会（サッカー決勝戦会場）、AFCアジアカップ2011、カタール・スターズリーグ、カタール首長杯、サッカーカタール代表の試合などがある。カタールきっての強豪クラブ・アル・サッドはこのスタジアムを本拠とする。
灼熱の気候に対処するため、スタジアム全体を冷やす通常電源による空調システムなど先駆的な施設を導入している。2011年11月8日に日本代表がブラジルW杯アジア3次予選合宿で、同スタジアムを使用した。その際、スタジアムの外の気温は23℃だったが、冷房が効いたピッチ上は約16℃だった。またスタジアムはドーハ都心にも近く、多くのファンを集めることから、ハリーファ国際スタジアムと並んでサッカーカタール代表のホームスタジアムともみなされている。